# Lasiopogon willametti
Lasiopogon willametti là một loài ruồi trong họ Asilidae. Lasiopogon willametti được Cole & Wilcox miêu tả năm 1938.